# Dali (cràter)
Dali és un cràter d'impacte en el planeta Mercuri de 176 km de diàmetre. Porta el nom del pintor català Salvador Dalí (1904-1989), i el seu nom va ser aprovat per la Unió Astronòmica Internacional el 2008.